# Копальня Beyondie
Копальня Beyondie — гірничодобувний майданчик на заході Австралії, розвиток якого зазнав невдачі невдовзі після введення в експлуатацію.
Наприкінці 2010-х в Австралії узялись за реалізацію кількох проєктів, спрямованих на виробництво високоякісного сульфату калію. Одним з них була копальня, сировинною базою для якої виступали солені озера Beyondie. Обраний для неї технологічний процес передбачав вилучення ропи зі свердловин (основні запаси розташовані під озером) та неглибоких траншей. Далі ропа мала проходити багатостадійну переробку шляхом руху по системі ставків-випаровувачів, що дозволяло підвищити концентрацію цільових мінералів. В перших ставках відбувалось осадження гіпсу (сульфату кальцію), галіту (хлорид натрію) та астракаїніту (сульфат натрію-магнію), після чого проходила кристалізація калійно-магнієвої суміші — леоніту (сульфат магнію), шеніту (сульфат калію-магнію) та карналіту (хлорид калію-магнію). Подальша переробка дозволяла отримати шеніт (серед іншого конверсією інших калійних солей), а завершальним етапом підготовки була сушка сульфату калію, при цьому сушарки мали споживати природний газ, поданий по відгалуженню завдовжки 78 кілометрів від трубопроводу Ярралула – Есперанс.
Враховуючи комплексний характер солей озера, технологічний процес пропонував численні супутні продукти. За сучасної ринкової ситуації хлорид натрію планувалось лише складувати на поверхні солоного озера Тен-Майл-Лейк, в той же час, первісний проєкт передбачав отримання близько 50 тисяч товарних супутніх продуктів, передусім з розряду магнезіальної сировини — епсоміт (сульфат магнію), бішофіт (хлорид магнію), гідроксид магнію, гідратований карбонат магнію.
Загальні запаси сульфату калію в озері могли забезпечити діяльність копальні протягом 30 років з потужністю до 180 тисяч тонн на рік.
Реалізацію проєкту організували через компанію Kalium Lakes (KLL), яка на початку 2020-х змогла довести його до запуску в експлуатацію (хоча і зі значно меншим від проєктного рівнем виробництва). Втім, проєкт зазнав фінансових ускладнень і у вересні 2023-го зупинив всі операції. Наприкінці 2024-го компанія Reward Minerals уклала угоду про викуп у Kalium Lakes виробничих активів (за виключення електростанції, газопроводу, системи збору ропи та ставків-випаровувачів). За планами Reward Minerals обладнання мало бути переміщене до узбережжя, де могло бути використане для вилучення сульфату калію з відходів соляних промислів, що розташовані між Шарк-Бей та Порт-Гедленд і випускають хлорид натрію шляхом випаровування морської води (зокрема, відомо про отримання Reward Minerals ділянки поряд з соляним промислом Мак-Леод).